# El Zorro
El Zorro Transport Pty Ltd, i vardagstal El Zorro, var en australisk tågoperatör som fanns mellan 1999 och juni 2013. Fram till september 2013 var El Zorro godkänt som tågoperatör i delstaterna New South Wales, South Australia och Victoria.

## Historia
El Zorro grundades 1999 som lastbilsåkeri av Ray Evans. Evans valde namnet, som är spanska och betyder "räven", som en hänvisning till företagaren Lindsay Fox. Företaget började att utvecklas som tågoperatör tre år efter det bildades, och 2004 skrev El Zorro avtal med Interail att köra deras tåg mellan Junee och Melbourne.
I december 2006 blev El Zorro den första operatören att få tillträdesrätt till Victorias då privatförvaltade godsbanor. Samma år skrevs ett avtal med P&O Trans Australia för El Zorro att köra tre godståg i veckan i Victoria.